# إليسا
إليسا (27 أكتوبر 1971 -)، مغنية لبنانية، حققت شهرة واسعة في العالم العربي. بدأت مسيرتها الفنية في أواخر عام 1998 بإطلاق ألبومها الأول بدي دوب، حيث لاقت الأغنية الرئيسية منه نجاحًا كبيرًا، وتصدرت قوائم الأغاني لمدة ثمانية أسابيع. في فبراير 1999، أعيد إصدار الألبوم بتوزيع من شركة إيمي، ليصبح واحدًا من الألبومات الأكثر مبيعًا في العالم العربي خلال عامي 1999 و2000.
شهد عام 2002 نقطة تحول في مسيرة إليسا الفنية مع إصدار ألبومها الثالث عيشالك، الذي عزز شهرتها وجعلها تفوز بجائزة الموريكس دور كأفضل فنانة عربية. وفي 2004، أصدرت ألبوم أحلى دنيا، الذي منحها جائزة الموسيقى العالمية لأعلى مبيعات في الشرق الأوسط.
واصلت إليسا تحقيق نجاحات كبرى، حيث أصدرت في ديسمبر 2009 ألبومها السابع تصدق بمين، الذي باع 750 ألف نسخة خلال أيام، وتجاوزت مبيعاته الإجمالية 6 ملايين نسخة، ما جعلها الفنانة الأكثر مبيعًا في تاريخ روتانا. كما حصلت على جائزة الموسيقى العالمية للمرة الثالثة على التوالي، إلى جانب ست جوائز أخرى.
حازت إليسا على العديد من الجوائز والتكريمات، منها ثلاث جوائز موسيقى عالمية، وست جوائز موريكس دور، وباعت أكثر من 30 مليون نسخة من ألبوماتها، مما يجعلها واحدة من الفنانات الأكثر مبيعًا في تاريخ الشرق الأوسط. صنفتها مجلة فوربس عام 2017 ضمن أغنى الفنانين في العالم العربي بثروة تقدر بين 41 و48 مليون دولار.
حققت إليسا حضورًا عالميًا، حيث دخلت أربعة من ألبوماتها قائمة Billboard للأكثر مبيعًا عالميًا، من بينها ألبوم حالة حب الذي احتل المركز الثالث عام 2014. كما شاركت كعضو لجنة تحكيم في النسخة العربية من برنامج The Voice عام 2018، وهي أيضًا عضو في نقابة الفنانين المحترفين في لبنان.
في 25 يناير 2024، أطلقت منصة نتفليكس المسلسل الوثائقي It’s Ok، الذي يتناول في ثلاث حلقات، مدة كل منها 40 دقيقة، جوانب من حياة إليسا ومسيرتها الفنية.

## الحياة الشخصية
وُلِدت في بدير الأحمر من قضاء بعلبك اللبناني، واسمها الحقيقي هو إليسار زكريا خوري. نشأت إليسا في أسرة عربية مسيحية من الطبقة المتوسطة لأب لبناني (زكريا خوري - متوفى 2004) شاعر وأديب يعمل في مهنة تدريس اللغة العربية، وأُم سورية (يمنى سعود). تتألف أسرة إليسا من ثلاث أخوات إناث (أليسار ونورما وريتا) وثلاثة ذكور (غسان وجهاد وكميل). درست إليسا في مدرسة داخلية وكانت لا ترى عائلتها إلا أيام العطل،  وبعد أن أتمت تعليمها الأولي التحقت بكلية العلوم السياسية بالجامعة اللبنانية لتنال البكالوريوس في تخصصها.

## مسيرتها الفنية

### 1988 - 1997: الهواية واستديو الفن
بدأت إليسا في التاسعة من عمرها بالغناء والاشتراك في المناسبات الاجتماعية، وكان لها دور في احتفالات الأطفال في مدرسة «المون لاسال» التي كانت تستضيفها ساندي عشكجي. وفي أوائل سنة 1989 وهي بعمر السادسة عشر شاركت إليسا بالتمثيل والغناء في مسرحيات ساخرة للفنان الراحل وسيم طبارة، وفي ذلك قال طبارة عن إليسا: «أرشدتني بريجيت زوجة زميلي محمد شبارو إليها بعدما كررت على مسامعي بأن صوتها جميل، عملت في فرقتي منذ كانت في سن السادسة عشرة، وأول أغنية لها كانت «حول يا غنام» ثم «الحياة»». ثم في سنة 1991 شاركة إليسا في «مسرح الساعة العاشرة» بالتمثيل والغناء من خلال تلك المسرحية. وفي سنة 1992 وهي بعمر العشرين عامًا شاركت إليسا في برنامج ستوديو الفن الذي كان يُعرض على شاشة المؤسسة اللبنانية للإرسال ونالت الميدالية الفضية، مما شجعها على مواصلة الغناء. بعد نجاح إليسا في برنامج ستديو الفن، أحيت العديد من الحفلات الغنائية واستمرت على هذه الحال لسنوات عدة حتى صدور أول ألبوماتها بدي دوب وهي بعمر السادسة والعشرون عامًا.

### 1998 -2001: بداية مشوارها الفني
| إليسا كل عمرها من أول ما نزلت وهي أكثر فنانة مبيعًا في العالم العربي، والأرقام تبين ذلك. |
| —المنتج جان صليبا.                                                                      |

.
أطلقت أليسا أول ألبوم لها بدي دوب بإنتاج شركة «ليدو» وتوزيع ميوزيك ماستر - شركة وتري - في مطلع ديسمبر سنة 1998 في لبنان،  تزامن مع إطلاق الألبوم، إصدار فيديو كليب بدي دوب،  مما أثّر إيجابًا على مبيع الألبوم. وقد احتل الألبوم المرتبة الأولى من حيث المبيع في العالم العربي فور صدوره، وبقى متصدرًا سوق الكاسيت حتى فبراير 1999م، ليتراجع للمرتبة الثانية مع صعود ألبوم أحلى العيون الصادر في 30 ديسمبر 1998م.
نتيجة لذلك النجاح، أعيد توزيع الألبوم عربيًا وعالميًا في 1 فبراير 1999 بتوزيع شركة إيمي، وفي 21 فبراير 1999 قامت شركة إيمي بمؤتمر ترويجي للألبوم في دبي. حقق الألبوم نجاحًا عربيًا واسعا واحتوى على العديد من الأغاني الناجحة، فقد أعيد طباعة الألبوم سبعة طبعات، وتم بيع مليوني نسخة منه في 48 شهراً، وقد كان ضمن الألبومات الأكثر مبيعًا في العالم العربي طوال العام 1999م،  وظل الألبوم للعام التالي 2000 ضمن الألبومات الأكثر مبيعًا في العالم العربي. وبعد نجاح الألبوم، تعاقدت شركة هيد آند شولدرز الأمريكية مع إليسا في أول صفقة تجارية لها،  كما قدمت إعلان تجاري للشامبو بأغنيتها «بدي دوب».

غلاف ألبوم وآخرتها معاك.

بدي دوب كان أحد الأسباب لظهور أليسا في مهرجان كان الدولي. وبعد نجاحها في المهرجان، أصدرت اليسا ألبومها الثاني وآخرتها معاك في 8 أغسطس 2000، وقد احتل الألبوم المرتبة الأولى من حيث المبيع في العالم العربي فور صدوره،  وظل ثلاثة شهور ضمن المراتب الثلاث الأول في الألبومات الأكثر مبيعًا في منافسة شديدة مع ألبوم «في عشق البنات» للمطرب محمد منير الذي صدرا في نفس التوقيت. ونتيجة الطلب الكثيف ونفاذ الطبعة الأولى تم إصدار اثنتا عشرة طبعة، بمتوسط 200 ألف نسخة لكل طبعة، وبقي الألبوم للعام التالي 2001 ضمن قائمة الألبومات الأكثر مبيعًا في منافسة مع الألبومات التي صدرت آخر العام 2000 مثل: ألبوم إنت العزيز وألبوم جرحي أنا، والألبومات التي صدرت بداية العام 2001 مثل: ألبوم حبيب القلب وألبوم ليلة حبيبي؛ ولكن المنافسة الشرسة كانت مع ألبوم تملي معاك الذي ظلا معًا في منافسة شديدة مدة عام كامل في الألبومات الأكثر مبيعًا.
ضم الألبوم إحدى عشر أغنية جميعها من كلمات إلياس ناصر، وتضمن الألبوم ديو بتغيب بتروح الذي أدّته مع المغني راغب علامة، وقد حصلت الأغنية المصورة العديد من الجوائز،  ونتيجة لذلك النجاح تم إصدار طبعة خاصة غير رسمية تحت اسم ألبوم بتغيب بتروح، وقد احتل المراتب الأول ضمن الألبومات الأكثر مبيعا في مصر ونفذت الطبعة خلال أسابيع. كما تصدر الديو الأغاني الأكثر استماعًا لمدة عامًا كاملاً مواقع الإنترنت العربي آنذاك. وفي 2001، ضم راغب علامة الأغنية في ألبومه «سهروني الليل» لإستغلال النجاح الواسع.

### 2002 - 2003: عايشالك

غلاف ألبوم عايشالك.

صدر ألبومها الثالث عايشالك في 14 يونيو 2002. لقي الألبوم إستحسانًا لدى الجمهور والنقاد، وحقق نجاحًا هائلا محطما أرقاما قياسية في المبيعات حيث بلغت مبيعاته 2,950,000 نسخة لعام 2002، وكان الألبوم الأكثر مبيعًا للكاسيت في كافة أقطار العالم العربي سنة 2002، وفي سابقة نادرة من نوعها ظلَّ الألبوم في المرتبة الأولى لمدة ستة أشهر حتى منتصف ديسمبر 2002 موعد صدور ألبوم «طب ليه» لراغب علامة ليتراجع إلى المرتبة الثانية،  وفي ذلك النجاح القياسي قال المنتج المنفذ للألبوم جان صليبا:«ألبوم «عايشالك» الذي حقق أرقاماً قياسية في المبيعات دفعت روتانا إلى التعاقد معها وهذه حقيقة لا يستطيع أحد إنكارها».
أغنية عيشالك صوّرت في باريس تحت إدارة المخرج فابريس بيغوتي،  وكانت أول فنانة عربية تظهر رسميًا بلباس صمم خصيصًا لها من قبل دور الملابس ديور. وضم الألبوم 10 أغنية، ولا زالت أغانيه تحقق نجاحا واسع على يوتيوب مثل: (أجمل أحساس - أكثر من 100 مليون مشاهدة)،(عايشالك - أكثر من 70 مليون مشاهدة)،(آه من هواك - 30 مليون مشاهدة).(شاغلني - أكثر من 30 مليون مشاهدة).
نُقلت العديد من أغاني الألبوم إلى لغات عديدة، حيث نقلت أغنية عيشالك إلى الصربية، والتركية، والروسية. ونقلت أغنية أجمل إحساس بعد أن ذاعت في تركية إلى أربعة نسخ بواسطة المطرب فرهاد غوتشر، والمغنية فرديفس، والمطربة زينب كاساليني، والمغني سنان اكتشيل. كما نقلت أغنية «آه من هواك» إلى اللهجة الجزائرية وحققت نجاح كبير.
أكملت اليسا مسيرتها عبر الديو التي قامت به مع الفنان الأيرلندي كريس دو بيرغ، التعاون بينهما خلق أغنية حملت عنوان «ليبانيز نايتس - ليالي لبنان»،  ضم دو بورغ الأغنية في ألبومه «تايم إيز افريثينغ» عام 2002. فازت أليسا عام 2002 بجائزة أفضل مطربة في حفل الموريكس دور،  كما فاز فيديو كليبها «أجمل إحساس» جائزة أفضل فيديو كليب في مهرجان الموسيقى في دبي. بالإضافة إلى هذا، تم ذكر اليسا في كتاب «روّاد من لبنان» وُضعت في خانة الفنانين اللبنانيين مثل فيروز، ووديع الصافي. وفي ديسمبر لعام 2003 وقعت إليسا عقداً مع شركة بيبسي. وفي يناير 2004، ظهرت إليسا في المؤتمر الصحفي الخاص الذي عقدته شركة بيبسي في لندن إلى جانب بيونسي، بريتني سبيرز، وبينك لتكون الوجه الإعلاني للشركة في الشرق الأوسط. وفي نفس الشهر ديسمبر 2003، تم الإعلان بأنها سوف تكون الوجه الإعلاني لماركة راي بان العالمية.

### 2004 - 2005: أحلى دنيا

ألبوم أحلى دنيا الحائز على جائزة الموسيقى العالمية عن فئة الألبوم الأكثر مبيعًا في الشرق الأوسط وشمال أفريقيا.

19 أبريل 2004 كان موعد صدور ألبوم إليسا الرابع أحلى دنيا. لاقى الألبوم نجاحا تجاريًا وطلبا ضخما، حيث نفذت الطبعة الأولى خلال أسبوع، لتطرح روتانا طبعة ثانية في 28 أبريل،  ولتلبية زيادة الطلب تم طبع 15 طبعة إضافيةً، ثمان طبعات من توزيع روتانا، وخمسة طبعات من توزيع إيمي، وطبعتين بواسطة عدد من شركات التوزيع. وحقق الألبوم مبيعات هائلة في العالم العربي تجاوزت 3.4 مليون نسخة لعام 2004، وظلَّ في المرتبة الأولى لأشهر في الوطن العربي. حازت عنه أليسا جائزة الموسيقى العالمية في فئة الفنان الأكثر مبيعًا في الشرق الأوسط وشمال أفريقيا في لوس أنجلوس،  ونتيجة لذلك، تم اعتبار إليسا أول فنانة لبنانية تحصل على هذه الجائزة. كما فازت عن الألبوم جائزة أفضل مطربة في حفل الموريكس دور وجائزة أفضل فيديو كليب عن أغنيتها «حبك وجع». في أكتوبر 2005، وقّعت إليسا عقد لتُصبح سفيرة ساعات كوروم،  وظلّت سفيرة لها حتى 2014. وفي نوفمبر من نفس السنة، أصبحت إليسا الوجه الرسمي لشركة لوكس،  وظلت الوجه الإعلاني حتى 2008.
ضم الألبوم 13 أغنية، وتم تسجيل الأغاني بتقنية «السوبر أوديو» وهي أحدث الابتكارات في تكنولوجيا الصوت آنذاك، وكانت إليسا أول فنانة في الشرق الأوسط تتّبع هذه التقنية. ولا زالت أغاني الألبوم تحقق نجاحا على يوتيوب مثل: (حبك وجع - أكثر من 60 مليون مشاهدة)،(كل يوم في عمري - أكثر من 50 مليون مشاهدة)،(جوايا ليك - أكثر من 30 مليون مشاهدة). وقد نقلت أغنية أحلى دنيا التي تحمل اسم الألبوم إلى أغاني بلغات أخرى، ومنها إلى اللغة البلغارية،  ونسخة بالبرتغالية،  ونسخة بالبوسنوية.

### 2006 - 2008: بستناك وأيامي بيك

غلاف ألبوم أيامي بيك.

صدر ألبوم إليسا الخامس، الذي حمل عنوان «بستناك» في 16 فبراير 2006، والذي حقق مبيعات تجاوزت 3.7 مليون نسخة حسب إحصاءات روتانا حتى أكتوبر 2006، وحازت عنه للمرة الثانية على التوالي على جائزة الموسيقى العالمية عن فئة الفنان الأكثر مبيعا في الشرق الأوسط وشمال أفريقيا. ضم الألبوم 12 أغنية، وما زال الألبوم يحقق مئات ملايين المشاهدات على يوتيوب، ومن الأغاني: (فاتت سنين - أكثر من 70 مليون مشاهدة)،(لو تعرفوه - أكثر من 60 مليون مشاهدة)،(بستناك - أكثر من 50 مليون مشاهدة).(كرمالك - 50 مليون مشاهدة). وقد نُقلت العديد من أغاني الألبوم إلى لغات عديدة، حيث نقلت أغنية بستناك إلى اللغة التركية،  ونسختين باللغة الهندية. كما نقلت أغنية فاتت سنين إلى التركية، ونسخة لبنانية لراغب علامة، ونسخة بالمصرية لحمو بيكا. كما نقلت أغنية كرمالك إلى التركية. ونقلت أغنية حكايتي معك إلى البلغارية، كما نقلت أغنية لو تعرفوه إلى التركية.
ذكرت روتليدج البحثية إليسا ضمن المغنين الأكثر شعبية في العالم لعام 2006. وفي ديسمبر 2006، تعاقدت إليسا مع نظارات فوغ لدعم المنتج وترويجه. وفي مايو 2007، أعلنت شركة لازوردي للمجوهرات بأن إليسا أصبحت سفيرة لازوردي التجارية ومجلس الذهب العالمي،  وظلت إليسا الوجه الإعلاني للشركة في عدة إعلانات تجارية حتى العام 2016. وفي نوفمبر 2007، صدر عطر إليسا الأول، " Elle d’Elissa".
واصلت إليسا مسيرة نجاحها عبر ألبومها السادس «أيامي بيك» الذي صدر 18 ديسمبر 2007، لقي الألبوم نجاحاً تجارياً واسعا، واحتفظ الألبوم بالمركز الأول لمدة جاوزت ثلاثة أشهر متتالية في كافة أقطار العالم العربي، وبقى في المرتبة الأولى لأكثر من أربعة شهور بلبنان،  وظل عامين في المراتب الأولى في معظم الدول العربي حتى ديسمبر 2009، وطبع عشر طبعات، وباع أكثر من 4 ملايين نسخة. وذكرت روتليدج البريطانية إليسا للعام الثاني على التوالي ضمن المغنين الأكثر شعبية في العالم لعام 2007.
ضم ألبوم أيامي بيك 11 أغنية، وما زالت الأغاني تلقى مشاهدات واسعة على يوتيوب مثل: (بتمون - أكثر من 200 مليون مشاهدة)،(خد بالك عليه - أكثر من 80 مليون مشاهدة)،(أواخر الشتا - أكثر من 60 مليون مشاهدة)،(أيامي بيك - 50 مليون مشاهدة).(لو ماتيجي - أكثر من 30 مليون مشاهدة). وقد نُقلت العديد من أغاني الألبوم إلى لغات عديدة، حيث نقلت أغنية أيامي بيك إلى التركية، ونسخة بالفارسية. ونقلت أغنية أديك عرفت إلى الأوزبكستانية (وحققت نجاح واسع)، ونسختين بالعبرية. كما نقلت أغنية «مش كتير عليك» إلى الجزائرية. تلقت إليسا العديد من الجوائز عن الألبوم، منها: جائزة أفضل مطربة عربية من جوائز الشرق الأوسط للموسيقى،  وجائزة أغنية العام لأغنية «بتمون» وجائزة أفضل فيديو كليب عن بتمون أيضًا من الموريكس دور.
ذكرت روتليدج البريطانية إليسا للعام الثالث على التوالي ضمن المغنين الأكثر شعبية في العالم لعام 2008. وفي مارس 2008، أعلنت شركة سامسونج بأن إليسا أصبحت جزء من حملتهم العالمية بعنوان «سامسونج الموسيقية»،  ولتكون الوجه الإعلاني للشركة،  كما قدمت إعلان تجاري للهواتف بأغنيتها «مش كتير عليك»،  وتجدر الإشارة إلى أن إليسا بقت الوجه الإعلاني للشركة حتى صدور سامسونج جالكسي إس 6. وفي فبراير 2009، أطلقت إليسا وفضل شاكر أغنية «جوا الروح» والتي لاقت نجاحًا عربيًا واسعا، وحققت عبر يوتيوب أكثر من 70 مليون مشاهدة.

### 2009 - 2011: تصدق بمين

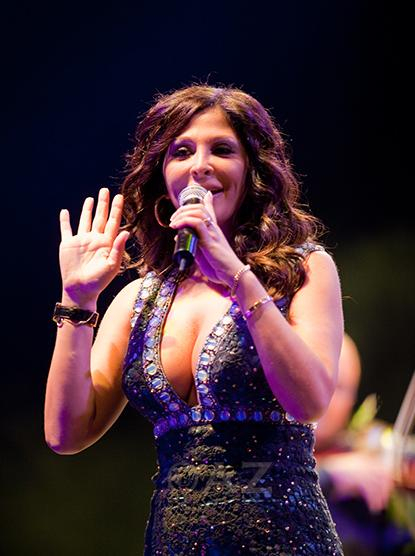
إليسا سنة 2009.

صدر الألبوم السابع تصدق بمين في 26 ديسمبر 2009، لقي الألبوم نجاحاً تجارياً كبير، حيث أعلنت روتانا بيع 750 ألف نسخة بعد أسبوع واحد من إصداره، ليكون الألبوم الأكثر مبيعًا في تاريخ بيع الأسطونات في العالم العربي في أسبوع. وعلى الصعيد العالمي تصدر الألبوم مبيعات متاجر Fnac الفرنسي العالمي لمدة ثلاثة أسابيع. ضم الألبوم 13 أغنية، وما زالت أغاني الألبوم تحقق مشاهدات مميزة على يوتيوب مثل: (عبالي حبيبي - أكثر من 200 مليون مشاهدة)،(سلملي عليه - أكثر من 60 مليون مشاهدة).(مصدومة - 60 مليون مشاهدة)،(بسمع اسمك بدمع - أكثر من 45 مليون مشاهدة).(وبيستحي - أكثر من 45 مليون مشاهدة)،(تصدق بمين - 35 مليون مشاهدة). نُقلت العديد من أغاني الألبوم إلى لغات عديدة، وأبرزها أغنية (عبالي حبيبي) إلى اللغة العبرية بواسطة المغنية الشهيرة سريت حداد عام 2011.
حقق ألبوم تصدق بمين نجاحاً غير مسبوق، وحافظ على المركز الأول لمدة أربعة أشهر في كافة أقطار العالم العربي،  وظل عامين في المراتب الأولى في معظم الدول العربي،  وباع أكثر من 6 ملايين نسخة ما يجعله أحد أكثر الألبومات الموسيقية مبيعاً في تاريخ بيع الأسطونات في العالم العربي على الإطلاق. كما أعلنت شركة روتانا بأن تصدق بمين الألبوم الأكثر مبيعًا في تاريخ الشركة. تلقت إليسا عنه جائزة الموسيقى العالمية لتحقيقها أعلى مبيعات في الشرق الأوسط وشمال أفريقيا لعام 2010. كما حصلت على عدد كبير من الجوائز، منها جائزة "Big Apple" العالمية لأفضل فنانة في الشرق الأوسط، وجائزة تايكي عن أفضل فنانة عربية، وجائزة الموريكس دور عن فئة أفضل مطربة لبنانية، وجائزة الشرق الأوسط للموسيقى عن فئة أفضل مطربة عربية، وأربعة جوائز أخرى. كما ذكرتها مجلة روتليدج البحثية للعام الرابع على التوالي ضمن المغنين الأكثر شعبية في العالم لعام 2009. وفي مارس 2011، صنفتها مجلة أريبيان بزنس في المرتبة 77 ضمن قائمة أقوى 100 امرأة عربية. وفي أبريل 2011، تم تعيين إليسا سفيرة للنوايا الحسنة لدى منظمة الأمم المتحدة،  إلا أنها استقالت في مايو 2012 من المنصب، مبررة ذلك بأن المنظمة عاجزة أمام الواقع الفظيع في المنطقة، ومشيرة أنها رفضت أن تكون مجرد حاملة لهذا اللقب فقط.

### 2012 - 2013: أسعد واحدة واكس فاكتور اربيا

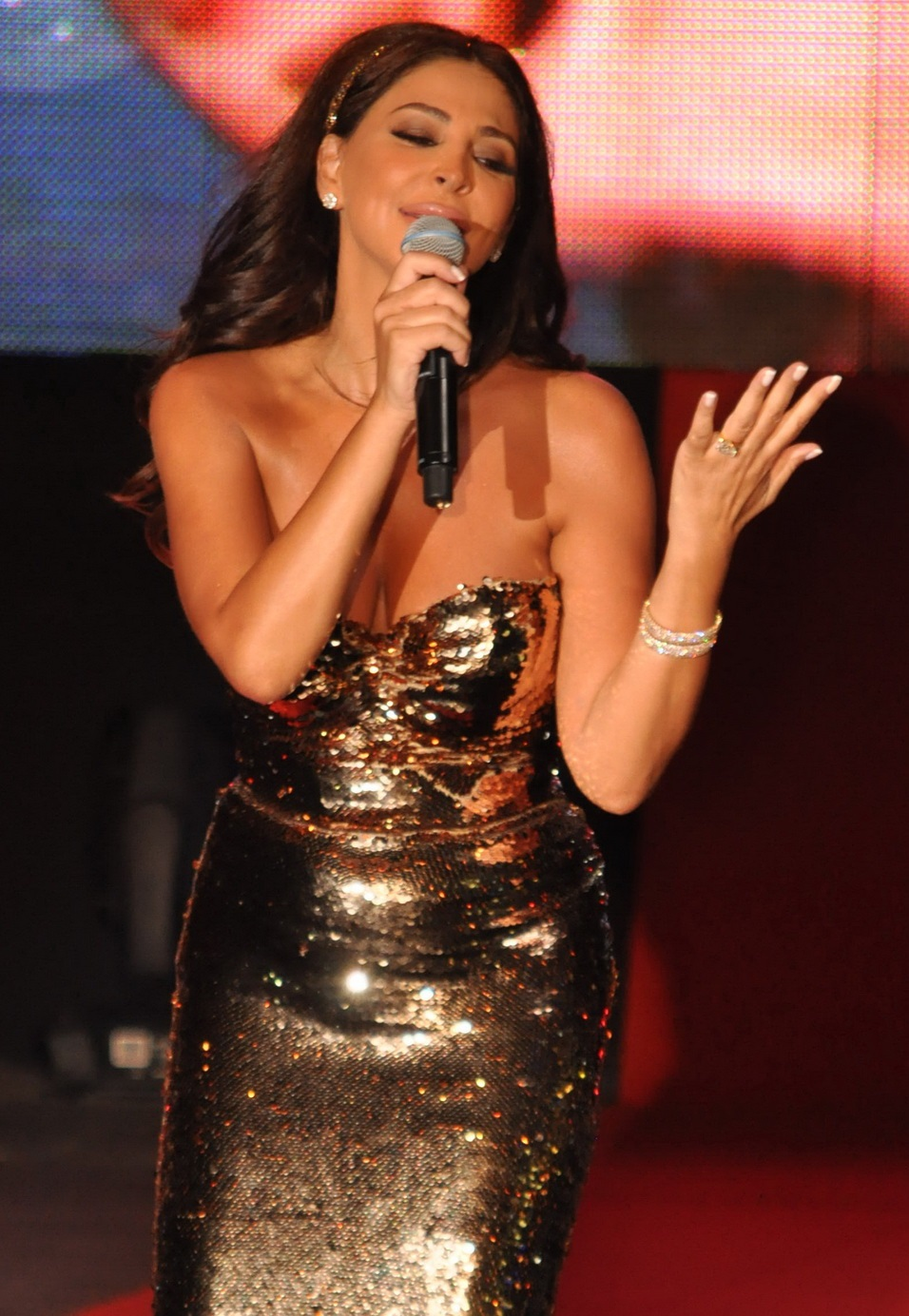
إليسا سنة 2012.

صدر ألبومها الثامن «أسعد واحدة» يوم 19 يونيو 2012، وقد حقق نجاح كبير حيث ظلّ ثلاثة أشهر متواصلة في المرتبة الأولى لأكثر الألبومات مبيعًا في معظم أقطار العالم العربي،  وكان الألبوم الأكثر مبيعًا عربيا لعام 2012. باع الألبوم أكثر من 500 ألف نسخة في القاهرة خلال أسبوع واحد فقط، وبقي الألبوم مدة أكثر من عام ضمن المراتب الخمس الأولى لأكثر الألبومات مبيعًا في الوطن العربي، واستطاع بيع أكثر من 4 ملايين نسخة في العالم العربي. كما أنه حقق نجاحًا عالميًا حيث دخل في الأسبوع الثاني من طرحه المرتبة #13 في قائمة (Billboard) العالمية لأكثر الألبومات مبيعاً حول العالم. إلى جانب 161,575,559 مليون استماع فور صدوره على موقع موالي للأغاني. وتلقت إليسا عن الألبوم العديد من الجوائز، منها جائزة أفضل مطربة لبنانية وأغنية العام عن أسعد واحدة من الموريكس دور. ضم الألبوم 14 أغنية، كما لاقت أغانيه نجاحا كبيرًا عبر يوتيوب، مثل:(أسعد وحدة - أكثر من 170 مليون مشاهدة)،(تعبت منك - أكثر من 150 مليون مشاهدة)،(قلبي حاسس فيك - 150 مليون مشاهدة)،(ساعات - أكثر من 120 مليون مشاهدة)،(فاكر - أكثر من 80 مليون مشاهدة)،(في عيونك - أكثر من 50 مليون مشاهدة)،(لو أقولك - أكثر من 50 مليون مشاهدة)،(كرهتك أنا - أكثر من 50 مليون مشاهدة)،(لولا الملامة - 35 مليون مشاهدة).
(أغمرني - أكثر من 30 مليون مشاهدة).
في أغسطس 2012، صنّفتها مجلة أريبيان بزنس في المرتبة 41 ضمن قائمة أقوى 100 امرأة عربية. وفي ديسمبر من عام 2012، اختيرت اليسا لتكون واحدة من الحكام في برنامج ذا إكس فاكتور آرابيا في نسخته العربية وتم عرضه لمدة أربعة أشهر على الشاشات في بداية عام 2013. وفي مارس 2013، صنفتها مجلة أريبيان بزنس في المرتبة 42 ضمن قائمة أقوى 100 امرأة عربية.

### 2014 - 2015: حالة حب

غلاف ألبوم حالة حب صاحب المرتبة الثالثة في قائمة (Billboard) العالمية لأكثر الألبومات مبيعاً حول العالم لأغسطس سنة 2014.

صدر ألبومها التاسع «حالة حب» رسميا في الأسواق يوم 25 يوليو 2014، وقد حقق نجاح منقطع النظير حيث دخل في الأسبوع الأول من طرحه المرتبة #3 في قائمة (Billboard) العالمية لأكثر الألبومات مبيعاً حول العالم. وبقى صامدًا ثلاثة أسابيع في قائمة بيلبورد لأكثر الألبومات مبيعًا عالميًا، حيث احتل في أسبوعه الثاني المرتبة #7، وفي أسبوعه الثالث احتل المرتبة #12. كما تصدّر الألبوم مبيعات متجر آي تيونز الإلكتروني على مستوى العالم العربي. ضم الألبوم 12 أغنية باللهجة المصرية وأغنيتين باللهجة اللبنانية، ولاقت أغانيه نجاحا كبيرًا عبر يوتيوب، مثل: (حالة حب - 300 مليون مشاهدة)،(حب كل حياتي - أكثر من 200 مليون)،(يا مرايتي - أكثر من 160 مليون)،(بطلي تحبيه - أكثر من 60 مليون).(أول مرة - أكثر من 40 مليون).(إنسانة بريئة - أكثر من 35 مليون). نُقلت العديد من أغاني الألبوم إلى لغات عديدة، وأبرزها أغنية (حب كل حياتي) إلى اللغة الفارسية.
في مارس 2014، صنفتها مجلة أريبيان بزنس ضمن قائمة أقوى 100 امرأة عربية. وفي يونيو 2014، أطلقت إليسا أغنية «لو»، والتي حققت 20 مليون إستماع عبر تطبيق أنغامي،  كما حققت 30 مليون مشاهدة عبر يوتيوب حتى 2017 موعد حذفها لحقوق الملكية. وفي 14 مارس 2015، أطلت إليسا ضمن لجنة برنامج ذا إكس فاكتور الموسم الرابع على قناة إم بي سي. وفي ديسمبر 2015، كانت إليسا أول فنان يصل 100 مليون مستمتع عبر تطبيق أنغامي،  وتلقت عنه جائزة أنغامي البلاتينية عن هذا الرقم القياسي آنذاك.

### 2016 - 2017: سهرنا يا ليل

شعار: ذا فويس: أحلى صوت.

صدر ألبومها العاشر «سهرنا يا ليل» في الأسواق يوم 9 سبتمبر 2016، وقد دخل في الأسبوع الثالث من طرحه في المرتبة #5 في قائمة (Billboard) العالمية لأكثر الألبومات مبيعاً حول العالم، ومتقدمًا على ألبوم ليلة واحدة مجددا للمطربة سيلين ديون. وبقي الألبوم في مخطط بيلبورد لأكثر الألبومات مبيعا في العالم حتى 8 أكتوبر 2016 ليحتل في أسبوعه الأخير المرتبة #15. كما حقق الألبوم عدد كبير جدا من الاستماعات علي تطبيق أنغامي، وتصدر متاجر فيرجين ميغاستورز في الدول العربية، كما تصدّر فور صدوره المرتبة الأولى لأكثر الألبومات مبيعا في متجر آي تيونز الإلكتروني على مستوى العالم. كما لاقت أغاني الألبوم نجاحا كبيرًا عبر يوتيوب، مثل: (مكتوبة ليك - أكثر من 350 مليون مشاهدة)،(عكس إللي شايفينها - أكثر من 320 مليون مشاهدة)،(يا ريت - أكثر 150 مليون مشاهدة)،(سهرنا ياليل - أكثر من 120 مليون مشاهدة)،(ولا بعد سنين - أكثر من 70 مليون).(متمردة - أكثر من 35 مليون).(فل الحكي - أكثر من 35 مليون).
حصلت إليسا على العديد من الجوائز عن هذا الألبوم منها: (جائزة استفتاء معكم عن أفضل ألبوم لعام 2016، وجائزة الشرق الأوسط للموسيقى أفضل أغنية عن أغنية مكتوبة ليك،  وجائزة مهرجان ضيافة عن فئة أفضل فنانة عربية لعام 2016،، وثلاثة جوائز الموسيقى العربية عن فئة أفضل مطربة عربية وأفضل مطربة لبنانية وأفضل تتر مسلسل). في مارس 2016، صنفتها مجلة أريبيان بزنس في المرتبة 71 ضمن قائمة أقوى 100 امرأة عربية. وفي أغسطس 2017، تصدرت إليسا غلاف مجلة فوربس الشرق الأوسط عن قائمة أهم 100 نجم بالعالم العربي. وفي سبتمبر 2017 اختيرت إليسا لتكون واحدة من الحكام في برنامج ذا فويس الموسم الرابع وتم عرضه في فبراير 2018 لمدة ثلاثة أشهر على الشاشات.

### 2018 - 2020: إلى كل اللي بيحبوني وصاحبة رأي

غلاف ألبوم صاحبة رأي.

صدر ألبومها الحادي عشر «إلى كل اللي بيحبوني» رسميًا في الأسواق يوم 25 يوليو 2018، وقد دخل في الأسبوع الأول من طرحه المرتبة #10 في قائمة (Billboard) العالمية لأكثر الألبومات مبيعاً حول العالم. كما تصدّر مبيعات متجر آي تيونز الإلكتروني على مستوى الوطن العربي. وفي 7 أغسطس 2018 صدر كليب أغنية «إلى كل اللي بيحبوني» من خلاله أعلنت عن أصابتها وشفائها من مرض سرطان الثدي. لاقت أغاني الألبوم نجاحا جيدًا عبر يوتيوب، مثل: (نفسي أقوله - أكثر من 140 مليون مشاهدة)،(كرهني - أكثر من 150 مليون مشاهدة).(أنا وحيدة - 40 مليون مشاهدة)،(إلى كل إللي بيحبوني - أكثر من 35 مليون مشاهدة)،(مريضة اهتمام - 35 مليون مشاهدة).(من عينيا دي - أكثر من 30 مليون مشاهدة).
في يونيو 2019، تعاقدت إليسا مع «مجوهرات لافاليير» لدعم المنتج وترويجه. وفي أكتوبر 2019، كانت إليسا على (مخطط Billboard) لأكثر الشخصيات تداولاً حول العالم،  وأصبحت بذلك أول فنانة عربية تظهر في مخطط بيلبورد Social 50. وفي يونيو 2020، تصدرت إليسا المرتبة الأولى في أفريقيا ضمن قائمة الفنانين غير الأفارقة الأكثر مشاهدة وانتشارا عبر يوتيوب بمشاهدات بلغت 225 مليون،  وذلك بحسب مخطط مجلة (Billboard) العالمي في الفترة ما بين مايو 2019 - ومايو 2020، وتجدر الإشارة إلى أن الفترة المشار لها لم يُطرح خلالها أي إصدارت غنائية جديدة للفنانة إليسا.
صدر ألبومها الثاني عشر صاحبة رأي في الأسواق يوم 1 أغسطس 2020. لم يحقق الألبوم النجاح الواسع لألبوماتها السابقة من جانب المبيع الرقمي، حيث لأول مرة منذ التحول الرقمي وألبومها الثامن أسعد واحدة لم تدخل إليسا قائمة ومخطط (Billboard) العالمي لأكثر الألبومات مبيعاً حول العالم. أما على صعيد مبيعات الأسطوانات، فأعلنت (فيرجين ميغاستورز) احتلال ألبوم صاحبة رأي المرتبة الأولى في قائمة الألبومات العربية الأكثر مبيعًا في الشرق الأوسط والعالم العربي لعام 2020، ومتفوقًا بذلك على ألبوم سهران وخليك فولاذي وغيرها من الإصدارات العربية لعام 2020، كما احتل الألبوم المرتبة الخامسة في الألبومات العالمية الأكثر مبيعًا في الشرق الأوسط.
في سبتمبر 2020، صنفتها مجلة فوربس في المرتبة 3 ضمن قائمة أقوى مشاهير العالم العربي. وفي نوفمبر 2020، صنفتها (Brandwatch) في المرتبة #45 ضمن قائمة الشخصيات الأكثر تأثيرًا على تويتر،  ولتكون الشخصية الوحيدة من الشرق الأوسط.

### 2022 - الحاضر: أول ألبوم مستقل
في عام 2022، وبعد تأسيس شركة تسجيل خاصة بها تحت اسم "إي-ريكوردز"، بدأت إليسا العمل على ألبومها الثالث عشر الجديد، وهو أول ألبوم من إنتاجها بالكامل.
في 7 مايو 2024، صدر ألبومها الثالث عشر "أنا سكتين"، من إنتاج شركتها الخاصة وتوزيع روتانا.

## الشعبية والتأثير

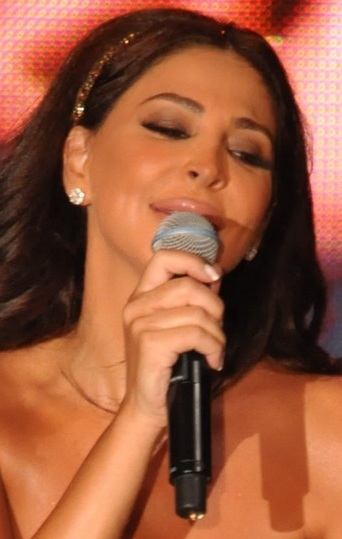
إليسا في أحد حفلات أعياد بيروت.

إليسا أحد أكثر الشخصيات العربية متابعة جماهيريًا في العالم العربي. حتى نوفمبر 2020، بلغ عدد معجبي إليسا على فيس بوك 22 مليون، لتحتل بذلك المرتبة الأولى كأكثر فنان عربي إعجابًا على فيس بوك،  ولتكون رابع أكثر شخصية عربية إعجابًا بعد مصطفى حسني وعمرو خالد ومحمد العريفي. كما أنها الفنان العربي الأكثر متابعة على تويتر بحصيلة 15,2 مليون متابع، ولتحتل بذلك المرتبة الرابعة لأكثر الشخصيات العامة متابعة عربيًا بعد محمد العريفي وعائض القرني وأحمد الشقيري. وتحتل المرتبة الثانية كأكثر فنانة متابعة على إنستقرام بحصيلة 16.7 مليون متابع. كما تحتل المرتبة الأولى في الأكثر متابعة على تطبيق أنغامي بحصيلة 16 مليون متابع.
أدرجت إليسا بقائمة مجلة روتليدج لأكثر الموسيقيون شعبية حول العالم بعام 2006 إلى 2009 لأربعة أعوام متتالية. وتم تضمينها في قائمة أقوى 100 امرأة عربية بعام 2011 إلى 2016 لخمسة أعوام متتالية،  كما تصدرت غلاف قائمة فوربس الشرق الأوسط لأكثر المشاهير تأثيرًا في عام 2017، وفي عام 2020 احتلت المركز الثالث. في أكتوبر 2019، كانت إليسا على مخطط Billboard لأكثر الشخصيات تداولاً حول العالم،  وأصبحت بذلك أول فنانة عربية تظهر في مخطط بيلبورد Social 50. وفي نوفمبر 2020، صنفت (براندواتش) إليسا في المرتبة #45 من قائمة أكثر 50 شخصية تاثيرًا على تويتر،  ولتكون بذلك الشخصية الوحيدة من الشرق الأوسط.
إليسا هي الفنان الأكثر مبيعًا من حيث المبيعات المادية في العالم العربي، كما صرح رئيس مجموعة روتانا في عدة لقاءات أنها الفنان الأكثر مبيعًا في تاريخ الشركة الأكبر في عالم الموسيقى العربية. كما تعد من أكثر الفنانين عالميًا مبيعا حول العالم في الألبومات الرقمية، حيث لها 4 ألبومات في مخطط (Billboard) لأكثر الألبومات مبيعاً حول العالم. وتعد إليسا الفنان الأكثر إستماعًا في منصات الاستماع العربية، حيث تجاوز مستمعيها نصف مليار مستمع على تطبيق أنغامي حتى 2018 موعد حذف جميع ألبوماتها من إنتاج روتانا من التطبيق والتي تشكل 80% من رصيدها الفني - 130 أغنية، ولم يتبقى إلا 29 أغنية من إصدرات قديمة،  وما زالت الفنانة الأكثر إستماعا على أنغامي رغم حذف أغانيها منذ عامين. كما أنها الفنان الأكثر إستماعًا على «موقع موالي» حتى 2013 بحصيلة تجاوزت 400 مليون إستماع،  وبفارق مئة مليون عن صاحب المرتبة الثانية.

## الأعمال

### الألبومات

غلاف أول البوم لإليسا بدي دوب 1999م

غلاف ألبوم أسعد واحدة، 2012

- 1998: بدي دوب
- 2000: وآخرتها معاك
- 2002: عايشالك
- 2004:أحلى دنيا
- 2006: بستناك
- 2007: أيامي بيك
- 2009: تصدق بمين
- 2012:أسعد واحدة
- 2014:حالة حب
- 2016: سهرنا يا ليل
- 2018: إلى كل اللي بيحبوني
- 2020: صاحبة رأي
- 2024: أنا سكتين

### كليباتها
- 1998: بدي دوب على يوتيوب
- 2000: بتغيب بتروح على يوتيوب
- 2000: وآخرتا معك على يوتيوب
- 2002: عايشالك على يوتيوب
- 2003: أجمل إحساس على يوتيوب
- 2003: ليالي لبنان على يوتيوب
- 2004: كل يوم في عمري على يوتيوب
- 2004: إرجع للشوق على يوتيوب
- 2005: حبك وجع على يوتيوب
- 2006: بستناك على يوتيوب
- 2007: لو تعرفوه على يوتيوب
- 2008: بتمون على يوتيوب
- 2009: أواخر الشتاء على يوتيوب
- 2010: ع بالي حبيبي على يوتيوب
- 2011: تصدق بمين على يوتيوب
- 2013: أسعد واحدة على يوتيوب
- 2013: تعبت منك على يوتيوب
- 2014: حب كل حياتي على يوتيوب
- 2015: يا مرايتي على يوتيوب
- 2016: حالة حب على يوتيوب
- 2016: سهرنا يا ليل على يوتيوب
- 2017: عكس اللي شايفينها على يوتيوب
- 2018: إلى كل اللي بيحبوني على يوتيوب
- 2019 كرهني على يوتيوب
- 2020 هنغني كمان وكمان على يوتيوب
- 2021 يا عم سلامتك على يوتيوب
- 2022 من أول دقيقة على يوتيوب

## الجوائز والترشيحات
تلقت إليسا أكثر من 30 جائزة موسيقية منذ ألبوم «عايشالك» في 2002، ومن تلك الجوائز الآتي:
| السنة | الجائزة                                             | الفئة                                                                         | العمل                     | النتيجة |
| ----- | --------------------------------------------------- | ----------------------------------------------------------------------------- | ------------------------- | ------- |
| 2002  | الموريكس دور                                        | أفضل مطربة عربية                                                              | عايشالك                   | فوز     |
| 2003  | مهرجان دبي للموسيقى                                 | أفضل فيديو كليب                                                               | أغنية أجمل إحساس          | فوز     |
| 2003  | أوسكار الفيديو كليب الدولى                          | أفضل كليب عربي                                                                | أغنية أجمل إحساس          | فوز     |
| 2004  | جائزة الأهرام                                       | أفضل مطربة عربية                                                              | أحلى دنيا                 | فوز     |
| 2005  | جوائز الموسيقى العالمية                             | الفنان الأكثر مبيعًا في الشرق الأوسط وشمال أفريقيا                             | أحلى دنيا                 | فوز     |
| 2005  | الموريكس دور                                        | أفضل مطربة لبنانية                                                            | أحلى دنيا                 | فوز     |
| 2005  | الموريكس دور                                        | أفضل كليب عربي                                                                | حبك وجع                   | فوز     |
| 2006  | جوائز الموسيقى العالمية                             | الفنان الأكثر مبيعًا في الشرق الأوسط وشمال أفريقيا                             | بستناك                    | فوز     |
| 2006  | نقابة الفنانين المحترفين في لبنان                   | تكريم عن مسيرتها                                                              | لإنجازاتها الموسيقية عامة | فوز     |
| 2008  | جوائز الشرق الأوسط للموسيقى                         | أفضل مطربة عربية                                                              | أيامي بيك                 | فوز     |
| 2008  | الموريكس دور                                        | أغنية العام                                                                   | أغنية بتمون               | فوز     |
| 2008  | الموريكس دور                                        | أفضل فيديو كليب عربي                                                          | أغنية بتمون               | فوز     |
| 2010  | جوائز الموسيقى العالمية                             | الفنان الأكثر مبيعًا في الشرق الأوسط وشمال أفريقيا                             | تصدق بمين                 | فوز     |
| 2010  | الموريكس دور                                        | أفضل مطربة لبنانية                                                            | تصدق بمين                 | فوز     |
| 2010  | مهرجان جوائز الأردن                                 | أفضل مطربة عربية                                                              | تصدق بمين                 | فوز     |
| 2010  | بيج أبل ميوزك أوورد - نيويورك                       | أفضل فنانة في الشرق الأوسط                                                    | تصدق بمين                 | فوز     |
| 2010  | Student Celebrity Awards                            | ثلاثة جوائز: أفضل مطربة، أغنية العام عن عبالي حبيبي، ألبوم العام عن تصدق بمين | تصدق بمين                 | فوز     |
| 2011  | جوائز الشرق الأوسط للموسيقى - جوائز دير جيست        | أفضل فنانة في الشرق الأوسط                                                    | تصدق بمين                 | فوز     |
| 2013  | الموريكس دور                                        | أفضل مطربة لبنانية                                                            | أسعد واحدة                | فوز     |
| 2013  | الموريكس دور                                        | أغنية العام                                                                   | أسعد واحدة                | فوز     |
| 2013  | مهرجان بياف                                         | أفضل مطربة عربية                                                              | أسعد واحدة                | فوز     |
| 2014  | جوائز الموسيقى العالمية                             | افضل مطربة عالمية                                                             | نفسها                     | رُشِّح     |
| 2014  | زهرة الخليج                                         | أفضل مطربة عربية                                                              | حالة حب                   | فوز     |
| 2015  | الموريكس دور                                        | أغنية العام                                                                   | أغنية لو                  | فوز     |
| 2016  | استفتاء معكم                                        | ألبوم العام                                                                   | سهرنا يا ليل              | فوز     |
| 2017  | مهرجان ضيافة                                        | أفضل مطربة عربية                                                              | سهرنا يا ليل              | فوز     |
| 2017  | الشرق الأوسط للموسيقى                               | أغنية العام                                                                   | مكتوبة ليك                | فوز     |
| 2017  | مهرجان الموسيقى العربية                             | أفضل مطربة عربية                                                              | سهرنا يا ليل              | فوز     |
| 2017  | مهرجان الموسيقى العربية                             | أفضل مقدمة مسلسل أو فيلم                                                      | أغنية ياريت               | فوز     |
| 2017  | جائزة الموسيقى العربية                              | أفضل فيديو كليب عربي                                                          | عكس اللي شايفينها         | فوز     |
| 2017  | الموريكس دور                                        | أفضل فيديو كليب عربي                                                          | عكس اللي شايفينها         | فوز     |
| 2018  | أوسكار سيدتي 2017                                   | أفضل فيديو كليب عربي                                                          | عكس اللي شايفينها         | فوز     |
| 2018  | جوائز الشرق الأوسط للموسيقى                         | أغنية العام                                                                   | أغنية نفسي أقوله          | فوز     |
| 2018  | أوسكار سيدتي 2018                                   | أفضل فيديو كليب عربي                                                          | إلى كل اللي بيحبوني       | فوز     |
| 2018  | أوسكار سيدتي 2018                                   | أفضل نجمة عربية مؤثرة في مواقع التواصل الإجتماعي                              | نفسها                     | فوز     |
| 2019  | مهرجان الشرق الاوسط لوسائل التواصل الإجتماعي        | الشخصية الأكثر تأثيراً على مواقع التواصل الإجتماعي                             | نفسها                     | فوز     |
| 2020  | أوسكار سيدتي 2019                                   | أفضل مطربة عربية                                                              | نفسها                     | فوز     |
| 2021  | أوسكار سيدتي 2020                                   | أفضل مطربة عربية                                                              | نفسها                     | فوز     |
| 2022  | جوائز بيغ أبل الموسيقية                             | أفضل فنانة عربية                                                              | نفسها                     | رُشِّح     |
| 2022  | جوائز بيغ أبل الموسيقية                             | أفضل تعاون لهذا العام                                                         | من أول دقيقة              | رُشِّح     |
| 2022  | جوائز صناع الترفيه                                  | الفنانة المفضلة                                                               | نفسها                     | رُشِّح     |
| 2023  | جوائز صناع الترفيه                                  | الفنانة المفضلة                                                               | نفسها                     | رُشِّح     |
| 2023  | جوائز صناع الترفيه                                  | الأغنية المفضلة                                                               | من أول دقيقة              | رُشِّح     |
| 2023  | جوائز مهرجان الفضائيات العربية                      | أفضل مطربة                                                                    | نفسها                     | رُشِّح     |
| 2024  | جوائز إستفتاء إي تي بالعربي لأفضل الأعمال الرمضانية | أفضل تتر مسلسل                                                                | أنا مش صوتك لمسلسل ع أمل  | فوز     |

## إعلاناتها
إليسا تمثل أكثر من ثمانية منتجات تتسم بطابع الرفاهية من بينها المجوهرات، والساعات، والنظارات الشمسية، إضافة إلى علامتها التجارية الخاصة للعطورات، والهواتف المحمولة، وبيبسي وغيرهم. وتعتبر إليسا أكثر فنانة عربية تم التعاقد معها للقيام بحملات إعلانية لمنتجات عالمية، حيث تعاقدت معها شركة المياه الغازية «بيبسي» لحملة دعايتها عام 2003، واستمر التعاقد لعدة سنوات قدمت فيها إعلانات ظهرت فيها وحدها أو برفقة نجمة كبيرة مثل الأمريكية كريستينا أغيليرا.
كما تعاقدت معها شركتا النظارات العالمية «فوج» مجلة فوغ وراي بان Ray Ban للدعاية لمنتجاتهما، إلى جانب منتجات «لوكس» للعناية بنظافة البشرة، وساعات «كورم» Corum. وفي عام 2008 تعاقدت معها شركة الهواتف المحمولة «سامسونج» لتتولى حملة دعايتها. كما اختيرت إليسا لتكون الوجه الدعائي لـ«منظمة الذهب الدولية» بالمشاركة مع شركة «لازوردي» لصناعة الذهب.
ومع كل هذا، فإن الشركة الفرنسية Georges Stahl اختارت إليسا لتصنع عطراً يحمل اسمها، وبالفعل تم صنع عطر «أل دو إليسا» Elle D’ Elissa، والذي احتفلت بصدوره في حفل إعلامي كبير أقيم يوم 14 نوفمبر 2007 في دبي.

## مشاركتها كعضوة في لجنة التحكيم
- 2013: شاركت في برنامج ذا إكس فاكتور آرابيا في موسمه الثالث بجانب كارول سماحة وحسين الجسمي ووائل كفوري
- 2015: شارك معها دنيا سمير غانم وراغب علامة في الموسم الرابع من ذا إكس فاكتور آرابيا
- 2018: شاركت في الموسم الرابع من ذا فويس أحلى صوت رفقة عاصي الحلاني، محمد حماقي وأحلام الشامسي

## وصلات خارجية
- إليسا على موقع IMDb (الإنجليزية)
- إليسا على موقع الدهليز
- إليسا على موقع قاعدة بيانات الأفلام العربية
- إليسا على موقع ميوزك برينز (الإنجليزية)
- إليسا على موقع ديسكوغز (الإنجليزية)